# Tlalocit
Tlalocit (ausgesprochen im Englischen „tla-lawk-ait“, im Spanischen „tlalocquita“) ist ein sehr selten vorkommendes Mineral aus der Mineralklasse der „Sulfate“ (und Verwandte, siehe Klassifikation). Es kristallisiert im orthorhombischen Kristallsystem mit der idealisierten Zusammensetzung Cu10Zn6TeO3(TeO4)2Cl(OH)25·27H2O, ist also chemisch gesehen ein wasserhaltiges Kupfer-Zink-Tellurit-Tellurat mit zusätzlichen Hydroxidionen und Chloridionen.
Tlalocit bildet gekrümmte Bänder aus subparallelen lattigen Kristallen bis zu 10 µm Größe, die zu kugeligen bzw. sphärolithischen Aggregaten zusammentreten. Er fand sich in teiloxidierten Bereichen eines Tellur-haltigen polymetallischen hydrothermalen Sulfiderzganges in der 12 km südlich von Moctezuma liegenden „Mina la Bambollita“ (Mina la Oriental), Sonora, Mexiko, in Begleitung von Tenorit, Azurit, Malachit und einem amorphen erbsengrünem Cu-Te-Minerals.

## Etymologie und Geschichte

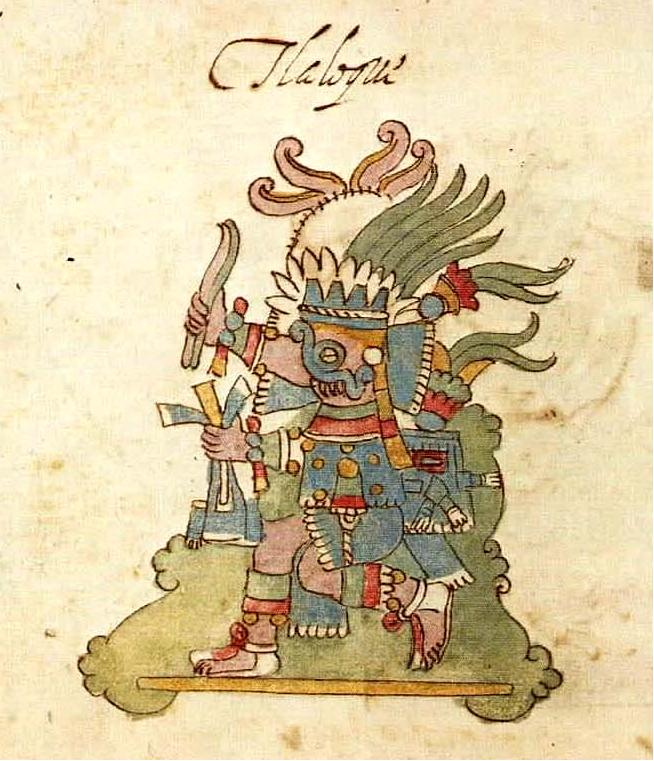
Tlaloc war der Regengott der Azteken und Tolteken. Nach ihm wurde das Mineral Tlalocit aufgrund seines extrem hohen Gehaltes an Kristallwasser benannt.

In der unweit der „Mina la Bambollita“ liegenden Erzvorratshalde bei Nacozari, Sonora, die schon das Material zur Erstbeschreibung des Quetzalcoatlits lieferte, fand der US-amerikanische Geologe und Mineraloge Sid Williams von der Phelps Dodge Corporation in Douglas, Arizona/USA, zu Beginn der 1970er Jahre durch weiteres „durchkutten“ ein weiteres nicht zuzuordnendes Mineral. Entsprechende Untersuchungen führten zur Feststellung des Vorliegens eines neuen Minerals, welches 1974 von der International Mineralogical Association (IMA) anerkannt und 1975 von Sidney Arthur Williams (1933–2006) im englischen Wissenschaftsmagazin Mineralogical Magazine als Tlalocit beschrieben wurde. Benannt wurde das Mineral nach Tlaloc, der einer der bedeutendsten Götter des aztekischen Götterkreises war und von den Azteken zwar generell mit allen Wetterphänomenen assoziiert wurde, aber oft als „Regengott“ bezeichnet wird.
Typmaterial des Minerals wird in der Sammlung der Harvard University, Cambridge, Massachusetts (Sammlungs-Nr. 119091), in der Sammlung des zur Smithsonian Institution gehörenden National Museum of Natural History, Washington, D.C. (Sammlungs-Nr. 135057, 144519) und in den Sammlungen der École nationale supérieure des mines (Mines ParisTech), des Muséum national d’histoire naturelle, beide in Paris, Frankreich, sowie im Natural History Museum, London, aufbewahrt.

## Klassifikation
In der veralteten 8. Auflage der Mineralsystematik nach Strunz war der Tlalocit noch nicht aufgeführt.
In der zuletzt 2018 überarbeiteten Lapis-Systematik nach Stefan Weiß, die formal auf der alten Systematik von Karl Hugo Strunz in der 8. Auflage basiert, erhielt das Mineral die System- und Mineralnummer IV/K.16-020. Dies entspricht der Klasse der „Oxide und Hydroxide“ und dort der Abteilung „Sulfite, Selenite und Tellurite“, wo Tlalocit zusammen mit Cheremnykhit, Dugganit, Eurekadumpit, Joëlbruggerit und Kuksit eine unbenannte Gruppe mit der Systemnummer IV/K.16 bildet.
Die von der International Mineralogical Association (IMA) zuletzt 2009 aktualisierte 9. Auflage der Strunz’schen Mineralsystematik ordnet den Tlalocit in die Klasse der „Sulfate (Selenate, Tellurate, Chromate, Molybdate und Wolframate)“ und dort in die Abteilung „Sulfate (Selenate usw.) mit zusätzlichen Anionen, mit H2O“ ein. Hier ist das Mineral in der Unterabteilung „Mit ausschließlich mittelgroßen Kationen; unklassifiziert“ zu finden, wo es als einziges Mitglied eine unbenannte Gruppe mit der Systemnummer 7.DE.20 bildet.
In der vorwiegend im englischen Sprachraum gebräuchlichen Systematik der Minerale nach Dana hat Tlalocit die System- und Mineralnummer 33.03.02.01. Das entspricht der Klasse der „Sulfate, Chromate und Molybdate“ und dort der Abteilung „Selenate und Tellurate“. Hier findet er sich innerhalb der Unterabteilung „Selenate und Tellurate mit anderen Aniongruppen“ als einziges Mitglied in einer unbenannten Gruppe mit der Systemnummer 33.03.02.

## Chemismus
Verschiedene Teilanalysen am Tlalocit lieferten Gehalte von 15,0 % TeO3, 6,1 % TeO2, 31,0 % CuO, 19,3 % ZnO, 1,3 % Cl und 27,7 % H2O, woraus sich die gemessene Zusammensetzung Cu9,92Zn6,03(Te4+O3)0,97(Te6+O4)2,17Cl0,93(OH)24,69·26,78H2O ergibt. Diese Zusammensetzung wurde zu Cu10Zn6TeO3(TeO4)2Cl(OH)25·27H2O idealisiert, welche Gehalte von 13,8 % TeO3, 6,3 % TeO2, 31,4 % CuO, 19,3 % ZnO, 1,4 % Cl und 28,1 % H2O fordert. Die Schreibweise auf der Kationenseite mit (Cu,Zn)16 repräsentiert eine ungeordnete Version, die Schreibweise Cu10Zn6 hingegen eine geordnete Version der Formel. Die Höhe des Wassergehalts im Tlalocit wird bezweifelt.

## Kristallstruktur
Tlalocit kristallisiert orthorhombisch mit den Gitterparametern a = 16,780 Å; b = 19,985 Å und c = 12,069 Å sowie vier Formeleinheiten pro Elementarzelle.
Die Kristallstruktur des Tlalocits ist bis heute (Stand 2016) nicht aufgeklärt. Es wird angenommen, dass die Struktur von Tlalocit – wie auch von Utahit und Eurekadumpit – auf Cu- und Zn-Polyedern basieren, die senkrecht zur [001] orientiert sind. Charakter und Arrangement der Anionen und H2O-Moleküle sind jedoch in jedem Mineral anders. Ausgehend von der stabilen stöchiometrischen Beziehung zwischen Kupfer und Zink (Cu : Zn = 5 : 3) ist das strukturelle Muster in allen diesen Mineralen ähnlich und das Arrangement der Cu- und Zn-Atome ist geordnet, wie es im Telluritmineral Quetzalcoatlit und einigen natürlichen Arsenaten und Phosphaten festgestellt worden ist.

## Eigenschaften

### Morphologie
Tlalocit bildet subparallel angeordnete lattige bis blätterige Kristalle bis zu 10 µm Größe, die zu kugeligen bzw. sphärolithischen oder sogar traubigen Aggregaten zusammentreten.

### Physikalische und chemische Eigenschaften
Tlalocitkristalle sind capriblau, ihre Strichfarbe ist dagegen immer weiß. Die Oberflächen der halbdurchsichtigen (durchscheinenden) Aggregate zeigen einen samtartigen Glanz. Tlalocit besitzt eine mittelhohe bis hohe Lichtbrechung und eine mittelhohe Doppelbrechung (δ = 0,025). Im durchfallenden Licht ist Tlalocit blassgrün und ähnelt Rosasit. Er zeigt einen schwachen Pleochroismus von X = gelblichgrün nach Y = Z = bläulichgrün.
Zur Spaltbarkeit des Tlalocits wie auch zu dessen Bruch (Mineral) existieren keine Angaben. Tlalocit ist gummiartig und schneidbar. Er weist eine Mohshärte von 1 auf und gehört damit zu den weichen Mineralen, die wie das Referenzmineral Talk mit dem Fingernagel schabbar sind. Die gemessene Dichte für Tlalocit beträgt 4,55 g/cm³, die berechnete Dichte 4,58 g/cm³.

## Bildung und Fundorte
Tlalocit bildete sich unter extrem oxidierenden Bedingungen in Bereichen eines Tellur-haltigen polymetallischen hydrothermalen Sulfiderzganges. Er findet sich in den oder in der Nähe der reichsten Erzpartien – aber immer nur auf den Oberflächen derjenigen Risse und Bruchspalten im Erz, welches der intensivsten Oxidation unterworfen waren. Er fand sich ebenfalls in Hohlräumen, die durch die Auflösung ehemaliger sulfidischer Erzminerale entstanden. Begleitminerale sind Tenorit, Azurit, Malachit, Hessit und ein amorphes, erbsengrünes Cu-Te-Mineral.
Als sehr seltene Mineralbildung konnte Tlalocit bisher (Stand 2016) nur von seiner Typlokalität beschrieben werden. Die Typlokalität für das Mineral ist 12 km südlich von Moctezuma liegenden „Mina la Bambollita“ (Mina la Oriental), Municipio Moctezuma, Sonora, Mexiko. Fundstellen in Deutschland, Österreich und der Schweiz sind deshalb nicht bekannt.
Ein ursprünglich als Tlalocit identifiziertes Mineral aus der „Blue Bell Mine“ bei Baker, Soda Lake Mts, San Bernardino County, Kalifornien, USA, hat sich als Quetzalcoatlit erwiesen.

## Verwendung
Tlalocit ist aufgrund seiner Seltenheit ein bei Mineralsammlern begehrtes Mineral, ansonsten aber ohne jede praktische Bedeutung.